# Ocularia undulatovittata
Ocularia undulatovittata là một loài bọ cánh cứng trong họ Cerambycidae.